# Torvild Aakvaag
Johannes Aal (khoảng 1500 - 28 tháng 5 năm 1553) là một nhà thần học Công giáo La Mã người Thụy Sĩ, nhà soạn nhạc và soạn kịch.
Aal sinh ra ở Bremgarten, Thụy Sĩ, và làm mục sư ở đó cho đến năm 1529, sau đó trở thành Leutpriester ở Baden cho đến năm 1536. Tại nhà thờ đại học Solothurn, ông trở thành nhà thuyết giáo và trưởng đoàn hợp xướng vào năm 1538. Từ năm 1544 đến năm 1551, ông là giám đốc của trường Đại học Canons, nơi ông qua đời.
Ông là tác giả của bi kịch Johannes der Täufer (Thánh John Baptist), được thực hiện lần đầu tiên vào năm 1549 tại Bern. Vở kịch là một vở kịch dân gian diễn ra trong hai ngày với bốn tiết mục. Nó bao gồm các vũ nữ, cảnh lãng mạn và các yếu tố châm biếm. Sự châm biếm của vở kịch đề cao mọi tầng lớp và cung đình cũng như sự tò mò, niềm đam mê đối với đồ mỹ nghệ, sự khéo léo và nghệ thuật quyến rũ phụ nữ.
Là một nhạc sĩ, ông đã sáng tác một giai điệu trong 16 câu thơ về Thánh Maurice và Thành Ursus của Solothurn.